# Église baptiste Emmanuel d'Oradea
L'Église baptiste Emmanuel d'Oradea (roumain : Biserica Baptistă Emanuel Oradea) est une megachurch chrétienne évangélique baptiste située à Oradea, en Roumanie. Elle est affiliée à l’Union des églises chrétiennes baptistes en Roumanie. En 2017, elle compterait 2 400 membres. 

## Histoire
L’église est fondée en 1974 sous le nom de Second Baptist Church of Oradea.
En 1990, l'église a fondé le Emanuel Bible Institute, qui est devenu l'université Emanuel d'Oradea en 1998 .
En 2025, l'église compterait une assistance de 2 400 personnes.